# کیم بیونگ-چئول
کیم بیونگ-چئول (انگلیسی: Kim Byong-cheol) تکواندوکار اهل کره جنوبی است.